# مجلس تنظيم قطاع الكهرباء (فلسطين)
مجلس تنظيم قطاع الكهرباء الفلسطيني هو مؤسسة حكومية فلسطينية غير وزارية تابعة لمجلس الوزراء الفلسطيني تأسست في 23 أبريل/نيسان عام 2009 بموجب قرار رئاسيّ من محمود عباس رئيس السلطة الوطنية الفلسطينية، ويقع المقر الرئيسيّ لها بمدينة رام الله في فلسطين، وكان عمر كتانة أولُ رئيسٍ للمجلس.
يُمارس مجلس تنظيم قطاع الكهرباء الفلسطيني دورًا رقابيًا على جميع الأنشطة المتعلقة بقطاع الكهرباء في فلسطين بدءًا من توليد وإنتاج الطاقة الكهربائية، ومرورًا بنقلها وتوزيعها، ووصولًا إلى استهلاكها من جانب المواطنين والجهات والخدمات المُستفيدة من الكهرباء، كما يضمن المجلس توافر واستمرار الإمداد بخدمات الطاقة الكهربائية للأطراف المستفيدة بأسعار عادلة مع الحفاظ على البيئة.
يُمارس المجلس أيضًا دورًا فاعلًا في تنظيم سوق إنتاج وبيع وتوزيع الكهرباء فيوفر مناخًا يسمح بالمنافسة بين مقدمي الخدمات ويحد من الممارسات الاحتكارية، ويفصل في النزاعات القانونية ما بين للمشتركين في خدمات الطاقة الكهربائية ومقدمي الخدمة.

## المهام
يضطلع مجلس تنظيم قطاع الكهرباء في فلسطين بمجموعة من المهام على النحو التالي:
- يضع اللوائح والقوانين اللازمة لضبط عمليات توليد وإنتاج ونقل وتوزيع الطاقة الكهربائية وضمان دودة واستمرارية الخدمة التي تصل للمُستهلك، والحد من الممارسات الاحتكارية.
- يُمارس دورًا رقابيًّا على الجهات التي تتولى إنتاج ونقل وتوزيع واستهلاك الكهرباء وفقًاا للوائح والقوانين المُنظمة.
- يتولى إصدار تعريفة عادلة للحصول على خدمات الطاقة الكهربائية على نحو يُراعي مصالح منتجي ومقدمي الخدمي والمستفيدين منها على السواء.
- يقيس مدى جودة الخدمة ومطابقتها للمعايير والمواصفات الفنية والإدارية المقررة.
- ينظم الاتفاقيات والعلاقات والمعاملات ما بين كافة الجهات والشركات المتنافسة في السوق على الصعيد المحلي والدولي.
- يتولى إنشاء قاعدة بيانات توفر كافة المعلومات الفنية والإحصائية والمالية المتعلقة بأنشطة توليد وإنتاج ونقل وتوزيع واستهلاك الكهرباء في فلسطين.
- يتولى إصدار تعريفة ورسوم اشتراك عادلة وملزمة للحصول على خدمات الطاقة الكهربائية بما يحقق مصالح طرفي الخدمة من مقدمين ومستفيدين في كافة أنحاء فلسطين.
- يُمارس دورًا رقابيًّا على أداء الشركات المنتجة ومقدمة الخدمات في قطاع الكهرباء ومدى التزامها باللوائح والقوانين المنظمة ويوصي الجهات المعنية بمنح وتجديد تراخيص العمل أو إلغاءها بناءًا على هذا الأداء والالتزام.
- الفصل في النزاعات القضائية والأمور القانونية ما بين منتجي ومقدمي الخدمة والمستهلكين والمستفيدين منها على نحو يحفظ حقوق كلا الجانبين وفقًا للوائح والقوانين المنظمة لأنشطة بيع واستهلاك الكهرباء.

### إصدار نظام رسوم وتعرفة خدمات الكهرباء
أصدر مجلس تنظيم قطاع الكهرباء أول نظام رسوم ربط للخدمة الكهربائية في عام 2011، والذي لم يلبث أن تمّ تعديله في عام 2015، ثُم قام المجلس في عام 2018 بمراجعة نظام صافي القياس والتعريفة الكهربائية، وفي عام 2019 أقر رسومًا جديدة لربط الخدمة الكهربائية. وفي عام 2022 أقرّ مجلس تنظيم قطاع الكهرباء قيمة جديدة لتعرفة الكهرباء المنزلية بلغت 0.4664 شيقل / كيلو واط ساعة شهريا غير شامل ضريبة القيمة المضافة مُقابل استهلاك الطاقة الكهربائية بمعدلات تبدأ من 1 إلى ما لا يزيد عن 160 كيلو واط في الساعة شهريا، و0.5028 شيقل / كيلو واط ساعة مُقابل استهلاك الطاقة الكهربائية بمعدلات تبدأ من 161 وحتى 250 كيلو واط ساعة شهريا، و0.5799 شيقل / كيلو واط ساعة مُقابل استهلاك الطاقة الكهربائية بمعدلات تبدأ من 251 ولا تزيد عن 400 كيلو واط ساعة شهريًا، وحوالي 0.6199 شيقل / كيلو واط ساعة مُقابل استهلاك الطاقة الكهربائية بمعدلات تبدأ من 401 إلى ما لا يزيد عن 600 كيلو واط ساعة شهريا. أما في حالة زيادة مُعدلات استهلاك الطاقة الكهربية عن 600 كيلو واط ساعة شهريًا فقد وصلت تعرفة الكهرباء المنزلية إلى 0.6854 شيقل / واط ساعة.

## الهيكل التنظيمي والإداري
أعيد تشكيل إدارة مجلس تنظيم قطاع الكهرباء الفلسطيني بناءًا على مرسوم أصدره رئيس اللجنة التنفيذية لمنظمة التحرير الفلسطينية ورئيس السلطة الوطنية الفلسطينية محمود عباس من مقر حكومته بمدينة رام الله في 27 أغسطس/آب 2014م، والموافق 1 من ذي القعدة 1435هـ ليصبح المهندس زاهر الهموز رئيسًا للمجلس خلفًا للمهندس عماد خضر، وليتألف المجلس الجديد على النحو التالي:
| اسم العضو                | الوظيفة                            | نوع العضوية |
| ------------------------ | ---------------------------------- | ----------- |
| زاهر أحمد اسماعيل الهموز |                                    | رئيس المجلس |
| ظافر محمد حسن ملحم       | ممثل سلطة الطاقة والموارد الطبيعية | عضو         |
| عمر محمد مطلب شرقية      | ممثل وزارة الحكم المحلي            | عضو         |
| ليلى خالد فريد إغريب     | ممثل وزارة المالية                 | عضو         |
| سهيل يوسف عمر حرز الله   | ممثل وزارة الاقتصاد الوطني         | عضو         |
| جودت ناجي الخضري         | ممثل القطاع الخاص                  | عضو         |
| محمد فضل سكيك            | ممثل القطاع الخاص                  | عضو         |

أعيد بعد ذلك تشكيل مجلس تنظيم قطاع الكهرباء مُجدّدًا في عام 2021 بموجب مرسوم رئاسي وبناءًا على تنسيب مجلس الوزراء الفلسطيني ليضم المجلس الجديد ممثلين من وزارة الاقتصاد ووزارة الحكم المحلي ووزارة المالية بالإضافة لممثلين عن القطاع الخاص، وترأس مجلس إدارة المجلس وفقًا للمرسوم الرئاسي المهندس احمد اعديلي بينما تألف المجلس من الأعضاء التالية أسمائهم:
| الاسم             | الوظيفة | نوع العضوية |
| ----------------- | ------- | ----------- |
| خضر دراغمة        |         | عضو         |
| باسم نزال         |         | عضو         |
| محي الدين العارضة |         | عضو         |
| سعدي الخليلي      |         | عضو         |
| راسم كمال         |         | عضو         |
| معتصم الاشهب      |         | عضو         |